# 镜花缘 (木偶剧)
《镜花缘》是一部根据中国古典名著《镜花缘》改编的中国动画（木偶片），于1991年首播。影片第4集《两面国》获1991年度广播电影电视部优秀影片奖和1993年第二届中国影视动画展播荣誉奖。

## 剧情简介
唐朝秀才唐敖考取了探花，和反对武则天称帝的徐敬业、骆宾王是把兄弟，功名被革去，无奈中随大舅子林之洋、老船工多九公出海远洋，途中见识到了君子国、女儿国、两面国等若干光怪离奇的国家及其风土人情。

## 集目
- 《镜花缘出海遇险》
- 《镜花缘君子国》
- 《镜花缘女儿国》
- 《镜花缘两面国》